# Días contados
Días contados és una pel·lícula espanyola dirigida per Imanol Uribe i basada en la novel·la homònima de Juan Madrid que es va estrenar en 1994 i va guanyar la Conquilla d'Or a la millor pel·lícula del Festival Internacional de Cinema de Sant Sebastià i 8 Premis Goya a la IX edició (1995).

## Argument
Días Contados és una història d'amor entre dues persones que viuen al límit. Antonio és un terrorista d'ETA que planeja un atemptat a Madrid camuflat com a fotògraf de premsa. Encara que ja no creu en la causa, està atrapat en la dinàmica de destrucció quan coneix i s'enamora de Charo, dotze anys menor que ell, una prostituta que gairebé ha creuat la frontera irreversible de la droga i que, malgrat l'ambient sòrdid en el qual ha crescut, no pot ocultar la ingenuïtat pròpia dels seus divuit anys. Charo desconeix les activitats terroristes d'Antonio i fa albirar a aquest una vida fora de l'organització. Però les coses es compliquen per a Antonio quan és identificat per la policia i Lisardo, un dels amics drogoaddictes de Charo, reconeix la seva foto a la televisió i el delata.

## Repartiment
- Carmelo Gómez: Antonio
- Ruth Gabriel: Charo
- Javier Bardem: Lisardo
- Karra Elejalde: Rafa
- Candela Peña: Vanessa
- Elvira Minguez: Lourdes
- Pepón Nieto: Ugarte
- Joseba Apaolaza: Karlos
- Chacho Carreras: Portuguesa
- Pedro Casablanc: Alfredo
- Raquel Sanchis: Rosa
- David Pinilla: Matias
- Pepe Colmenero: Policia
- Marga Sanchez: Clara
- Mariola Fuentes: Artista de carrer
- Jose Martorell: Artista de carrer
- Gloria Sirvent: Barbara
- Encarnacion Piedrabuena: Maria
- Francisco Videto: Mercero
- Álvaro Gómez: Guàrdia Civil

## Comentaris
"Thriller passional, hiperrealista i desmesurat que d'un cop descobreix el millor del panorama interpretatiu espanyol" (Luis Martínez: Diari El País)
- Es va convertir en la primera aproximació al terrorisme basc per a molts joves espanyols. (Cinemanía)[1]

## Palmarès cinematogràfic
Festival Internacional de Cinema de Sant Sebastià
| Any  | Categoria                             | Persona                               | Resultat   |
| ---- | ------------------------------------- | ------------------------------------- | ---------- |
| 1994 | Conquilla d'Or a la millor pel·lícula | Conquilla d'Or a la millor pel·lícula | Guanyadora |
| 1994 | Conquilla de Plata al millor actor    | Javier Bardem                         | Guanyador  |

IX edició dels Premis Goya
| Categoria                        | Persona                                  | Resultat             |
| -------------------------------- | ---------------------------------------- | -------------------- |
| Millor pel·lícula                | Millor pel·lícula                        | Guanyadora           |
| Millor director                  | Imanol Uribe                             | Guanyador            |
| Millor actriu protagonista       | Ruth Gabriel                             | Candidata            |
| Millor actor protagonista        | Carmelo Gómez                            | Guanyador            |
| Millor actriu de repartiment     | Candela Peña                             | Candidates           |
| Millor actor de repartiment      | Javier Bardem                            | Guanyador            |
| Millor actriu revelació          | Ruth Gabriel Candela Peña Elvira Mínguez | Guanyadora Candidata |
| Millor actor revelació           | Pepón Nieto                              | Candidat             |
| Millor guió adaptat              | Imanol Uribe                             | Guanyador            |
| Millor fotografia                | Javier Aguirresarobe                     | Candidat             |
| Millor muntatge                  | Teresa Font                              | Guanyador            |
| Millor direcció artística        | Félix Murcia                             | Candidat             |
| Millor adreça de producció       | Andrés Santana                           | Candidat             |
| Millor disseny de vestuari       | Helena Sanchís                           | Candidat             |
| Millor maquillatge i perruqueria | Romana González, Josefa Morales          | Candidates           |
| Millor so                        | Gilles Ortion, John Hayward              | Candidats            |
| Millor efectes especials         | Reyes Abades                             | Guanyador            |

Premis Sant Jordi
| Categoria                   | Persona                     | Resultat   |
| --------------------------- | --------------------------- | ---------- |
| Millor pel·lícula espanyola | Millor pel·lícula espanyola | Guanyadora |